# Tautòcrona

Quatre punts llisquen sense frec sobre d'una cicloide des de posicions diferents, però arriben al final tots alhora. Les fletxes blaves mostren l'acceleració dels punts al llarg de la corba. A la part superior hi ha el diagrama posició temps.

Una tautòcrona o corba isòcrona (dels prefixos grecs tauto- que vol dir mateix o iso- igual, i chrono temps) és la corba per la qual el temps que triga un objecte que llisca sense frec sotmès a gravetat uniforme en arribar al seu punt més baix és independent del punt de partida. La corba és una cicloide, i el temps és igual a π vegades l'arrel quadrada el radi partit per l'acceleració de la gravetat.

## El problema de la tautòcrona
El problema de la tautòcrona, l'intent d'identificar aquesta corba, el va resoldre Christiaan Huygens el 1659. Al seu Horologium oscillatorium (publicat el 1673) va demostrar geomètricament que la corba era una cicloide.
"En una cicloide tal que el seu eix és vertical i el vèrtex està situat al fons, els temps de descens, en el qual un cos arriba al punt més baix al vèrtex després d'haver sortit de qualsevol punt en la cicloide, són iguals l'un a l'altre... "
Aquesta solució es va fer servir més tard per atacar el problema de la braquistòcrona. Jakob Bernoulli va resoldre el problema fent servir càlcul infinitesimal en un article (Acta Eruditorum, 1690) en què es feia ús per primera vegada del terme integral.
El problema de la tautòcrona es va estudiar més profundament quan es va observar que un pèndol, que segueix un camí circular, no és isòcron i, per tant, els rellotges de pèndol mesuren temps diferents en funció de com de lluny es gronxa el pèndol. Després de determinar el camí correcte, Christiaan Huygens va intentar crear rellotges de pèndol que feien servir una corda per suspendre la massa oscil·lant i plantilles corbes a prop de la part superior de la corda per convertir el camí en la corba tautòcrona. Aquests intents no varen resultar útils per diverses raons. Primer, la flexió de la corda provoca fricció, canviant el ritme. Segon, hi havia moltes més fonts significatives d'errors de cronometratge que sobreeixien algunes millores teòriques obtingudes viatjant seguint una corba tautòcrona. Finalment, l'"error circular" d'un pèndol disminueix a mesura que ho fa l'amplada del batec, per tant fent millors escapements de rellotges podria reduir molt aquesta font d'inexactitud.
Matemàtics posteriors com Joseph Louis Lagrange i Leonhard Euler varen cercar una solució analítica al problema.

## La solució lagrangiana
Si la posició de la partícula es parametritza per l'arc s(t) des del punt més baix, l'energia cinètica és proporcional a {\displaystyle \scriptstyle {\dot {s}}^{2}}. L'energia potencial és proporcional a l'alçada y(s). Per ser una isòcrona, el Lagrangià ha de ser el d'un oscil·lador harmònic simple: l'alçada de la corba ha de ser proporcional a l'arc al quadrat.
{\displaystyle y(s)=s^{2}\,}
On la constant de proporcionalitat s'ha fixat a 1 canviant les unitats de longitud.
La forma diferencial d'aquesta relació és
{\displaystyle dy=2s\,ds}
{\displaystyle dy^{2}=4s^{2}\,ds^{2}=4y\,(dx^{2}+dy^{2})\,}
Que elimina s, i deixa una equació diferencial en dx i dy. Per trobar la solució, s'integra x en termes de y:
{\displaystyle {dx \over dy}={{\sqrt {1-4y}} \over 2{\sqrt {y}}}\,}
{\displaystyle x=\int {\sqrt {1-4u^{2}}}\,du}
On {\displaystyle \scriptstyle u={\sqrt {y}}}. Aquesta integral és l'àrea sota una circumferència, que es pot partir de manera natural en un triangle i un sector circular:
{\displaystyle x={1 \over 2}u{\sqrt {1-4u^{2}}}+{1 \over 4}\sin ^{-1}(2u)\,}
{\displaystyle y=u^{2}\,}
Per veure que això és una cicloide parametritzada de forma estranya, es fa un canvi de variables per separar les parts transcendental i algebraiques: es defineix l'angle {\displaystyle \theta =\sin ^{-1}(2u)}.
{\displaystyle 8x=2\sin(\theta )\cos(\theta )+2\theta =\sin(2\theta )+2\theta \,}
{\displaystyle 8y=2\sin(\theta )^{2}=1-\cos(2\theta )\,}
Que és la parametrització estàndard, amb l'excepció d'un factor d'escala per x, y i θ.

## Solució emprant "gravetat virtual"
Potser la solució més simple al problema de la tautòcrona és observar una relació directa entre l'angle d'inclinació i la gravetat percebuda per una partícula en la trajectòria inclinada. Una partícula en una trajectòria vertical és a dir inclinada 90° sent de ple l'efecte de la gravetat, mentre una partícula en un pla horitzontal no sent cap gravetat. En angles intermedis, la "gravetat virtual" sentida per la partícula és g sinθ. El primer pas és trobar una "gravetat virtual" que produeix el comportament desitjat.
La "gravetat virtual" exigida per a la tautòcrona és directament proporcional a la distància que queda per viatjar, el que admet una solució simple:
{\displaystyle {\frac {d^{2}s}{{dt}^{2}}}=-k^{2}s}
{\displaystyle s=A\cos kt\,}
Es pot verificar fàcilment tant que aquesta solució resol l'equació diferencial com que una partícula arribarà a s = 0 al temps π/(2k) des de qualsevol alçada inicial A. El problema és ara construir una corba que produeixi una "gravetat virtual" proporcional a la distància que roman per viatjar, i.e, una corba que satisfà:
{\displaystyle g\sin \theta =-k^{2}s\,}
L'aparició explícita de la distància que roman és molesta, però es pot derivar per obtenir una forma més manejable:
{\displaystyle g\cos \theta \,d\theta =-k^{2}\,ds\,}
o
{\displaystyle ds=-{\frac {g}{k^{2}}}\cos \theta \,d\theta \,}
Aquesta equació relaciona el canvi en l'angle de la corba amb el canvi en la distància al llarg de la corba. Ara fent servir el teorema de Pitàgores, el fet que el pendent de la corba sigui igual a la tangent del seu angle, i algunes identitats trigonomètriques per obtenir ds en funció de dx:
{\displaystyle {\begin{aligned}ds^{2}&=dx^{2}+dy^{2}\\\ &=\left(1+\left({\frac {dy}{dx}}\right)^{2}\right)\,dx^{2}\\\ &=(1+\tan ^{2}\theta )\,dx^{2}\\\ &=\sec ^{2}\theta \,dx^{2}\\ds&=\sec \theta \,dx\end{aligned}}}
Substituint això a la primera equació diferencial permet resoldre per x en termes of θ:
{\displaystyle {\begin{aligned}ds&=-{\frac {g}{k^{2}}}\cos \theta \,d\theta \\\sec \theta \,dx&=-{\frac {g}{k^{2}}}\cos \theta \,d\theta \\dx&=-{\frac {g}{k^{2}}}\cos ^{2}\theta \,d\theta \\&=-{\frac {g}{2k^{2}}}\left(\cos 2\theta +1\right)\,d\theta \\x&=-{\frac {g}{4k^{2}}}\left(\sin 2\theta +2\theta \right)+C_{x}\end{aligned}}}
De la mateixa manera, també es pot expressar dx en termes de dy i resoldre per y en termes de θ:
{\displaystyle {\begin{aligned}{\frac {dy}{dx}}&=\tan \theta \\dx&=\cot \theta \,dy\\\cot \theta dy&=-{\frac {g}{k^{2}}}\cos ^{2}\theta \,d\theta \\dy&=-{\frac {g}{k^{2}}}\sin \theta \cos \theta \,d\theta \\&=-{\frac {g}{2k^{2}}}\sin 2\theta \,d\theta \\y&={\frac {g}{4k^{2}}}\cos 2\theta +C_{y}\end{aligned}}}
Substituint {\displaystyle \phi =-2\theta \,} i {\displaystyle r={\frac {g}{4k^{2}}}\,}, es veu que aquestes equacions per a {\displaystyle x} i {\displaystyle y} són les una circumferència rodolant al llarg d'una recta horitzontal — una cicloide:
{\displaystyle {\begin{aligned}x&=r(\sin \phi +\phi )+C_{x}\\y&=r(\cos \phi )+C_{y}\end{aligned}}}
Resolent per k i recordant que {\displaystyle T={\frac {\pi }{2k}}} és el temps exigit per al descens, es troba el temps de descens en funció del radi r:
{\displaystyle {\begin{aligned}r&={\frac {g}{4k^{2}}}\\k&={\frac {1}{2}}{\sqrt {\frac {g}{r}}}\\T&=\pi {\sqrt {\frac {r}{g}}}\end{aligned}}}
(Basat aproximadament en Proctor, pàg. 135–139)

## Solució d'Abel
Abel va atacar una versió generalitzada del problema de la tautòcrona (el problema mecànic d'Abel), és a dir, donada una funció T(y) que especifica el temps total de descens per una alçada inicial donada, trobar una equació de la corba que produeix aquest resultat. El problema de la tautòcrona és un cas especial del problema mecànic d'Abel quan T(y) és una constant.
La solució d'Abel comença amb el principi de conservació de l'energia — ja que la partícula llisca sense fricció i, per tant, no perd gens d'energia per escalfament, la seva energia cinètica en qualsevol punt és exactament igual a la diferència en energia potencial respecte de la del punt de partida. L'energia cinètica és {\displaystyle {\frac {1}{2}}mv^{2}}, i com que la partícula es constreny a moure's al llarg d'una corba, la seva velocitat és simplement {\displaystyle {\frac {ds}{dt}}}, on {\displaystyle s} és la distància mesurada al llarg de la corba. De la mateixa manera, l'energia de potencial gravitatoria perduda en caure des d'una alçada inicial {\displaystyle y_{0}\,} fins a una alçada {\displaystyle y\,} és {\displaystyle mg(y_{0}-y)\,}, així:
{\displaystyle {\begin{aligned}{\frac {1}{2}}m\left({\frac {ds}{dt}}\right)^{2}&=mg(y_{0}-y)\\{\frac {ds}{dt}}&=\pm {\sqrt {2g(y_{0}-y)}}\\dt&=\pm {\frac {ds}{\sqrt {2g(y_{0}-y)}}}\\dt&=-{\frac {1}{\sqrt {2g(y_{0}-y)}}}{\frac {ds}{dy}}\,dy\end{aligned}}}
En l'última equació, s'ha previst escriure la distància que restant al llarg de la corba com a funció d'alçada (s( y)), reconeixent que la distància restant ha de disminuir mentre el temps augmenta (d'aquí el signe menys), i fa servir la regla de la cadena en la forma {\displaystyle ds={\frac {ds}{dv}}dv}.
Ara integrant des de {\displaystyle y=y_{0}} fins a {\displaystyle y=0} s'obté el temps total necessari perquè la partícula caigui:
{\displaystyle T(y_{0})=\int _{y=y_{0}}^{y=0}\,dt={\frac {1}{\sqrt {2g}}}\int _{0}^{y_{0}}{\frac {1}{\sqrt {y_{0}-y}}}{\frac {ds}{dy}}\,dy}
Aquesta s'anomena l'equació integral d'Abel i permet calcular el temps total requerit perquè una partícula caigui al llarg d'una corba donada (per a la qual {\displaystyle {\frac {ds}{dy}}} seria fàcil de calcular). Però el problema mecànic d'Abel exigeix el contrari — donat {\displaystyle T(y_{0})\,}, es vol trobar {\displaystyle {\frac {ds}{dy}}}, a partir de la qual resultaria de forma directa una equació per a la corba. Per continuar, s'observa que la integral de la dreta és la convolució de {\displaystyle {\frac {ds}{dy}}} amb {\displaystyle {\frac {1}{\sqrt {y}}}} i així prenent la transformada de Laplace dels dos costats:
{\displaystyle {\mathcal {L}}[T(y_{0})]={\frac {1}{\sqrt {2g}}}{\mathcal {L}}\left[{\frac {1}{\sqrt {y}}}\right]{\mathcal {L}}\left[{\frac {ds}{dy}}\right]}
Com que {\displaystyle {\mathcal {L}}\left[{\frac {1}{\sqrt {y}}}\right]={\sqrt {\pi }}z^{-{\frac {1}{2}}}}, es té una expressió per a la transformada de Laplace de {\displaystyle {\frac {ds}{dy}}} en funció de la transformada de Laplace de {\displaystyle T(y_{0})\,}:
{\displaystyle {\mathcal {L}}\left[{\frac {ds}{dy}}\right]={\sqrt {\frac {2g}{\pi }}}z^{\frac {1}{2}}{\mathcal {L}}[T(y_{0})]}
Això és el més lluny que es pot anar sense especificar {\displaystyle T(y_{0})\,}. Una vegada que se sap {\displaystyle T(y_{0})\,}, es pot calcular la seva transformada de Laplace, calcular la transformada de Laplace de {\displaystyle {\frac {ds}{dy}}} i llavors obtenir la transformada inversa (o provar-ho) per trobar {\displaystyle {\frac {ds}{dy}}}.
Per al problema de la tautòcrona, {\displaystyle T(y_{0})=T_{0}\,} és constant. Com que la transformada de Laplace d'1 és {\displaystyle {\frac {1}{z}}}, es continua:
{\displaystyle {\begin{aligned}{\mathcal {L}}\left[{\frac {ds}{dy}}\right]&={\sqrt {\frac {2g}{\pi }}}z^{\frac {1}{2}}{\mathcal {L}}[T_{0}]\\&={\sqrt {\frac {2g}{\pi }}}T_{0}z^{-{\frac {1}{2}}}\end{aligned}}}
Fent ús una altra vegada de la transformada de Laplace de més amunt, s'inverteix la transformada i s'acaba:
{\displaystyle {\frac {ds}{dy}}=T_{0}{\frac {\sqrt {2g}}{\pi }}{\frac {1}{\sqrt {y}}}}
Es pot demostrar que la cicloide obeeix a aquesta equació.
(Simmons, Section 54).